# Turnaround
 (juillet 2011).
Si vous disposez d'ouvrages ou d'articles de référence ou si vous connaissez des sites web de qualité traitant du thème abordé ici, merci de compléter l'article en donnant les références utiles à sa vérifiabilité et en les liant à la section « Notes et références ».

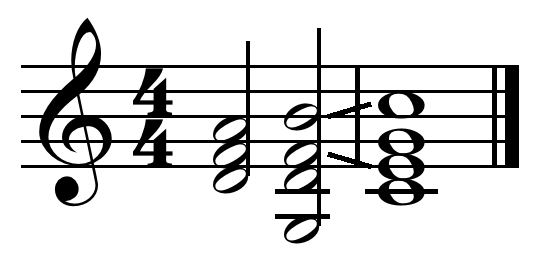
Exemple de turnaround : II/V/I turnaround en C.

Le turnaround (un terme venant du mot en anglais qui signifie « revirement » ou « retournement ») désigne, dans une progression harmonique, une suite d'accords (issus de la même gamme diatonique) placée à la fin d'une section harmonique, dont la fonction est de créer une forme de tension (harmonique et/ou mélodique) dont la résolution s'effectue au début de la section harmonique suivante (en général sur l'accord de tonique concerné). Cette section suivante est souvent une répétition de la section conclue par le turnaround, voire le début du morceau lui-même.

## Caractéristiques
La notion de turnaround s'applique surtout aux genres et aux formes du blues et du jazz, pour lesquels il s'apparente à la cadence de la musique classique. Le turnaround peut faire partie de la grille harmonique du morceau tel qu'il est écrit, ou y être ajouté dans le cadre d'une improvisation.
Le turnaround le plus usité est connu sous la dénomination du « II/V/I » (parfois abrégé en « II/V »), où les chiffres romains représentent les degrés de la gamme diatonique (majeure ou mineure) à laquelle ils se réfèrent, le « I » symbolisant l'accord de tonique (donc débutant éventuellement la section qui suit le turnaround). 
Dans la tonalité de do majeur, on trouverait donc : ré mineur / sol majeur / do majeur, ou en accords de quatre sons : ré mineur 7 (dominante) / sol 7 (dominante) / do 7 (majeur), plus couramment noté (sous forme de « grille harmonique ») : Dm7 / G7 / Cmaj7.
Sous une forme plus longue, on rencontre communément la progression « III/VI/II/V/I » (e.g., Les Feuilles mortes, All the Things You Are, etc.), qui donne, toujours en do majeur : mi mineur (7) / la mineur (7) / ré mineur (7) / sol (7) / do majeur (7), noté Em7 / Am7 / Dm7 / G7 / Cmaj7.
Sur la base d'une gamme mineure, le II/V/I correspond (en accords de trois sons) à : II diminué / V majeur / I mineur. En accord de quatre sons on obtient couramment II mineur 7 quinte diminué / V 7 (dominante) / I mineur 7, noté : IIm7b5 / V7 / Im7. On parle alors de « II/V/I mineur ». Exemple dans Les Feuilles mortes : Am7 / D7 / Gmaj7 / Cmaj7 / F#m7b5 / B7 / Em7 = (IV/VII/III/VI/)II/V/I.
Dans des formes de jazz plus élaborées, le turnaround fait intervenir des « altérations » (au sens donné à ce terme dans le jazz), notamment sous la forme de substitutions d'accords qui peuvent sembler largement sortir de la gamme diatonique de référence.

## Exemples courants
Un des exemples les plus courants consiste à substituer au IIm7 un accord de II7, vers le V7. Le II7 est alors une « dominante passagère », et plus particulièrement une dominante de dominante (notée V/V).  Exemple : Dm7 / G7 / Cmaj7 devient D7 / G7 / Cmaj7.
NB : l'essence du phénomène de « tension → résolution » présent dans le turnaround se trouve contenue dans le mouvement « V/I » (qui s'apparente à la « cadence parfaite »), dont les développements sont des extrapolations assimilables (quelles que soient les substitutions) au mouvement du « V » vers le « I ». 
Par exemple, le mouvement « III/VI » est assimilable à un « V/I » dont le « I » serait le « VI », e.g. Em7 / Am7 ou mi est le « V » du « I » qui serait la. C'est aussi ce qui se produit quand des accords de « septième de dominante » sont substitués à des accords « mineur 7 » comme le IIm7, devenu II7, et par là-même explicitement (cf. la septième de dominante caractéristique) le « V » de l'accord qu'il précède. 